# Polly Stenham
Polly Stenham (Londra, 16 luglio 1986) è una drammaturga e sceneggiatrice britannica.

## Biografia
Figlia dell'uomo d'affari Anthony Stenham, Polly Stenham ha studiato drammaturgia al Royal Court Theatre e letteratura inglese all'University University College, che ha lasciato prima di conseguire la laurea per perseguire la carriera teatrale. All'età di diciannove anni ha esordito con la pièce That Face, portata al debutto al Royal Court Theatre nel 2007, rendendola una delle più giovani drammaturghe le cui opere sono state portate in scena a Londra. Il dramma, diretto a Jeremy Herrin ed interpretato da Lindsay Duncan e Matt Smith, ha ottenuto recensioni molto positive e vinto l'Evening Standard Theatre Award. L'anno dopo l'opera è stata riproposta al più capiente Duke of York's Theatre del West End, ottenendo anche una candidatura al Laurence Olivier Award alla migliore nuova opera teatrale.
Nel 2009 la sua seconda opera teatrale, Tusk Tusk, ha esordito al Royal Court Theatre, sempre con la regia di Jeremy Herrin e un giovane Toby Regbo nel cast. Nel 2013 la sua terza pièce, No Quarter, ha avuto la sua prima sempre al Royal Court, ancora una volta per la regia di Herrin e con Tom Sturridge nel ruolo del protagonista; l'anno successivo ha esordito al National Theatre di Londra con il dramma Hotel. Nel 2016 ha fatto il suo debutto cinematografico come co-sceneggiatrice del filmThe Neon Demon, diretto da Nicolas Winding Refn  Nel 2018 il suo adattamento del dramma La signorina Julie di August Strindberg, intitolato semplicemente Julie, è stato rappresentato al National Theatre.
Nel 2017 un suo ritratto è stato esposto alla National Portrait Gallery, mentre l'anno successivo è stata eletta membro della Royal Society of Literature.

## Filmografia

### Regista
- Storie in scena (Playhouse Presents) - serie TV, episodio 3x5 (2014)

### Sceneggiatrice

#### Cinema
- The Neon Demon, regia di Nicolas Winding Refn (2016)

#### Televisione
- Storie in scena (Playhouse Presents) - serie TV, episodio 3x5 (2014)

## Teatro
- That Face (2007)
- Tusk Tusk (2009)
- No Quarter (2013)
- Hotel (2014)
- Julie (2018)